# Katharina von Bora
Katharina von Bora, Caterina de Bora o "die Lutherin" (29 de gener de 1499- 20 de desembre de 1552) va ser l'esposa de Martí Luter, fundador de la Reforma Protestant. D'ella se'n sap poc però es considera que va tenir un paper important en la reforma protestant i en establir que els clergues es casessin. Fou monja catòlica de l'Ordre del Cister convertida al Protestantisme.

## Biografia
Katharina von Bora era filla de pagesos benestants de Saxònia. Hi ha diverses teories sobre el lloc on va néixer. Més tard es va proposar que el seu naixement va ser a Hirschfeld i que els seus pares eren Hans von Bora zu Hirschfeld i Anna von Haugwitz.

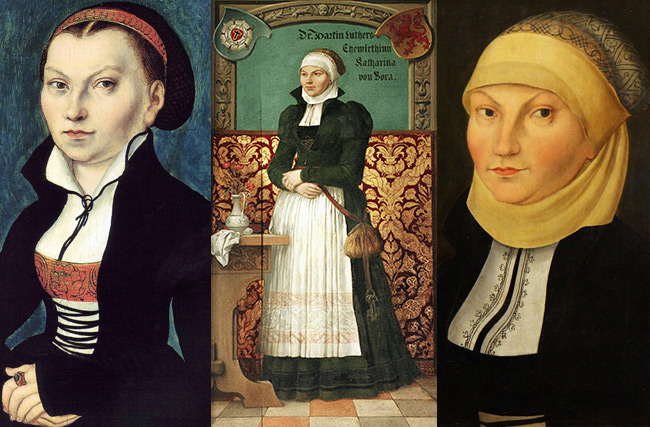
Katharina von Bora

Se sap que quan ella tenia 5 anys el seu pare la va portar a un convent benedictí de Brehna on va ser educada. Als 9 anys es traslladà al monestir cistercenc de Marienthron a prop de Grimma. Després de diversos anys de vida religiosa Caterina, s'interessà per la reforma protestant i contactà amb Martí Luter. El 1523 ella escapà del convent fins Wittenberg. Passà un temps a la casa de Lucas Cranach el Vell (que va ser un dels testimonis del seu casament amb Luter) i la seva esposa, Barbara.

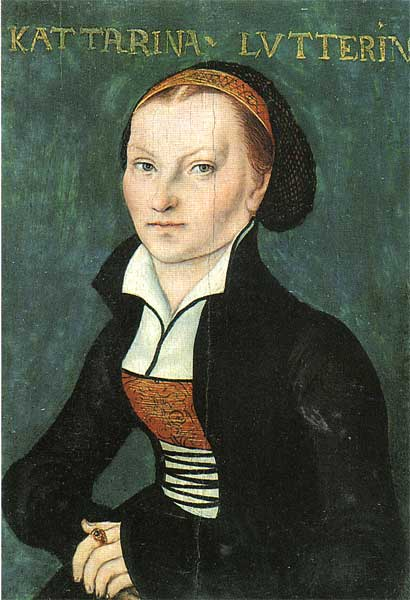
Kattarina Lutterin, per Lucas Cranach el Vell, 1526.

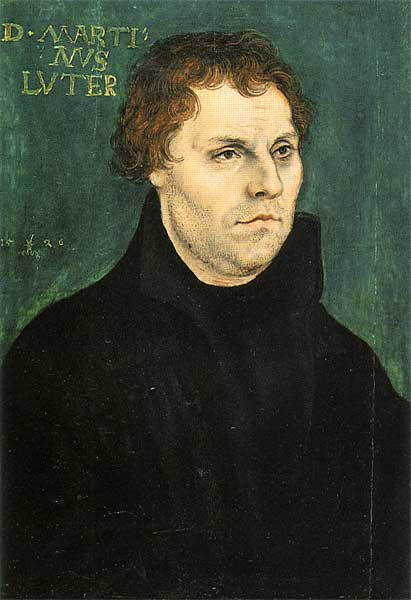
Martí Luter.

Martí Luter, al principi no estava segur de casar-se i com això afectaria la Reforma Martí Luter, finalment es casà amb Caterina el 13 de juny de 1525. Van tenir sis fills:Hans, Elizabeth, Magdalena, Martin, Paul i Margarete. Els Luters també criaren quatre nens orfes.